# Gregor Traber
Gregor Traber (* 2. Dezember 1992 in Tettnang) ist ein ehemaliger deutscher Leichtathlet, der sich auf den 110-Meter-Hürdenlauf spezialisiert hatte.

## Sportliche Karriere
Traber wurde 2008 Deutscher B-Jugendvizemeister im Hürdenlauf. Bei den Jugendweltmeisterschaften 2009 in Brixen belegte er den fünften Platz im Hürdenlauf und den siebten Platz im Dreisprung. Im folgenden Jahr siegte er bei den Deutschen Jugendmeisterschaften im Hürdenlauf, konnte sich jedoch bei den Juniorenweltmeisterschaften in Moncton nicht für das Finale qualifizieren. 2011 gewann er die deutschen Jugendmeistertitel in der Halle und im Freien. Mit 13,31 s stellte er einen deutschen U20-Rekord auf. In diesem Jahr trat er auch erstmals im Erwachsenenbereich in Erscheinung, als er bei den Deutschen Hallenmeisterschaften in Leipzig überraschend im 60-Meter-Hürdenlauf siegte.
2012 verteidigte Traber seinen Hallenmeistertitel erfolgreich. So qualifizierte er sich für die Hallenweltmeisterschaften in Istanbul, kam dort aber nicht über die Vorläufe hinaus. Anfang Juni steigerte er in Genf seine Bestleistung über 110 Meter Hürden um 8 Hundertstelsekunden auf 13,47 s. Damit erfüllte er die Qualifikationsnormen für die Europameisterschaften in Helsinki und die Olympischen Spiele in London. 2013 gewann Traber bei den U23-Europameisterschaften in Tampere, Finnland die Bronzemedaille.
2014 erreichte er bei den Hallenweltmeisterschaften in Sopot den 5. Platz (7,56 s) und im Freien steigerte er seine Bestleistung auf 13,43 s. 2015 erreichte Traber das Halbfinale bei den Weltmeisterschaften in Peking. Zudem gewann er erstmals bei den Deutschen Meisterschaften im Freien in Nürnberg mit neuer Bestzeit im Finale (13,32 s).
Im Olympiajahr 2016 erfüllte Traber zu Beginn der Saison die Norm für die Spiele von 13,47 s. Bei den Deutschen Meisterschaften in Kassel wurde er Vizemeister hinter Matthias Bühler. Bei den Europameisterschaften 2016 in Amsterdam blieb er an der sechsten Hürde hängen und verpasste den Einzug ins Finale. Am 29. Juli verbesserte er in Mannheim seine persönliche Bestleistung auf 13,21 s – die fünftschnellste Zeit eines deutschen Hürdenläufers. Bei den Olympischen Spielen in Rio de Janeiro zog er als Dritter seines Vorlaufes ins Halbfinale ein. Den Finaleinzug verpasste Traber um 2 Hundertstelsekunden und erreichte somit den 9. Platz.
2017 wurde Traber, wiederum hinter Bühler, erneut Deutscher Vizemeister. Er wurde vom DLV für die Weltmeisterschaften in London nominiert, musste aber verletzungsbedingt die Saison abbrechen.
Im Juni 2023 gab Traber sein Karriereende bekannt.

## Vereinszugehörigkeiten
Von 2010 bis 2014 startete Traber für die LAV Stadtwerke Tübingen, bevor er am 24. November 2014 zum VfB Stuttgart wechselte. Zur Saison 2016/17 kehrte er nach Tübingen zurück. Er wurde von Marlon Odom am Olympiastützpunkt Stuttgart trainiert. Ende 2017 schloss er sich der Gruppe von Bundestrainer Jan May in Leipzig an, blieb seinem Verein aber treu.